# Lithops
Lithops N.E.Br., 1922 è un genere di piante succulente appartenente alla famiglia delle Aizoaceae, originario delle zone semidesertiche dell'Africa meridionale, in particolare della Namibia e del Sudafrica.
Il nome Lithops deriva dal greco lithos (pietra) e opsis (aspetto), proprio per la loro somiglianza a delle pietre, di qui il nome comune di pietre vive o sassi viventi.

## Descrizione

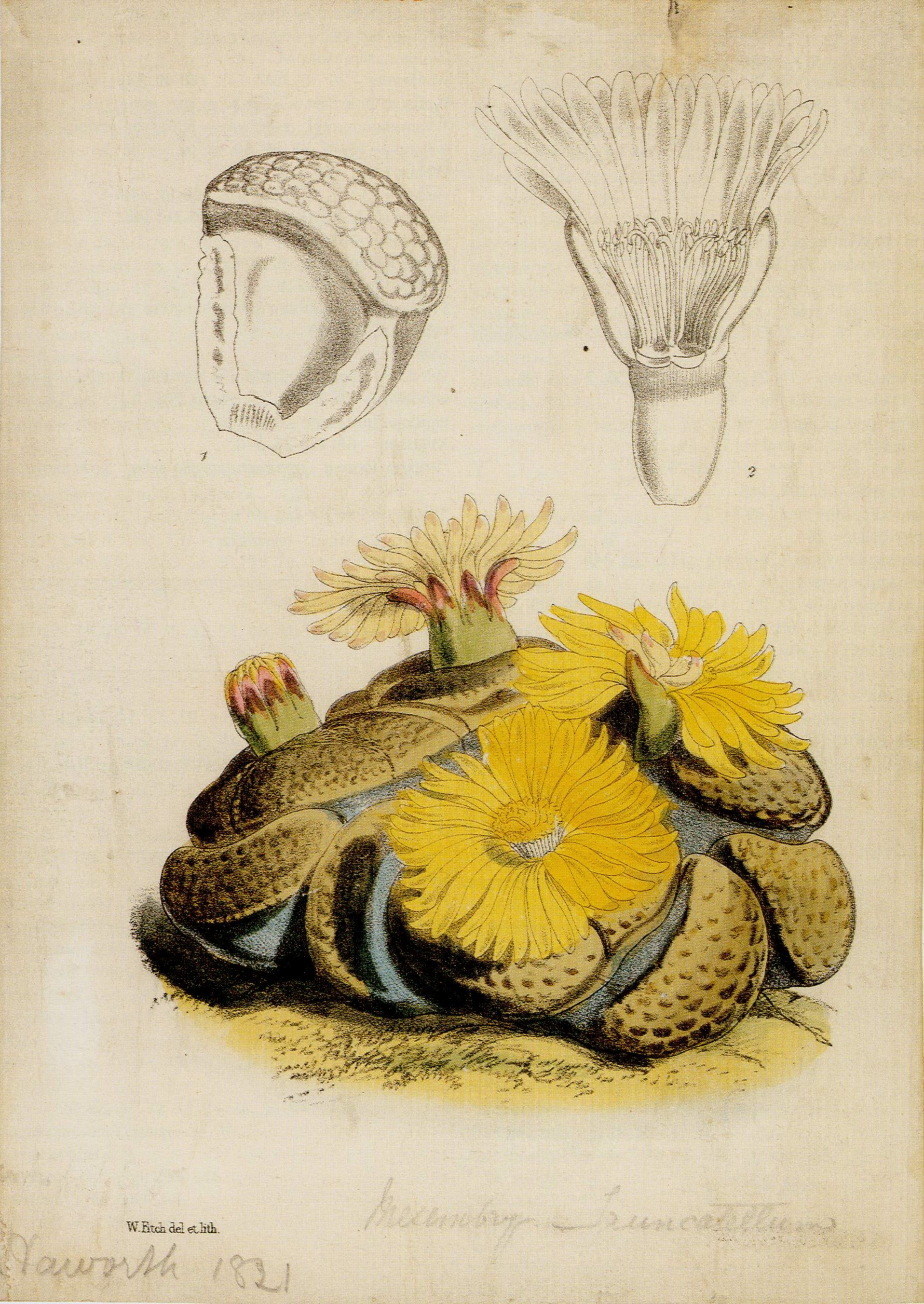

Pianta perenne nana, quasi acaule (ossia senza fusto) in quanto il fusto, molto corto, resta al di sotto della superficie del terreno; negli ambienti nativi può crescere addirittura a livello del suolo ed esporre solo la parte superiore delle foglie. Formano gruppi di due foglie accoppiate, saldate all'apice e divise da una fenditura dalla quale, in autunno, spuntano i fiori. Ogni coppia di foglie forma il corpo di una pianta che ha forma ovoidale o di una sezione cilindrica oppure quasi conica, con le punte rivolte verso il basso e la superficie superiore quasi piana. La superficie dei Lithops è spesso fenestrata, ossia presenta delle piccole zone trasparenti o traslucide prive di clorofilla, attraverso le quali la luce arriva alle parti interne della foglia e della pianta, che restano interrate.
I fiori, solitamente solitari e grandi sino a 4–5 cm di diametro, spuntano dalla fessura; il colore varia con la specie (in genere bianco, giallo o gialli con centro bianco).

## Tassonomia
Il genere comprende le seguenti specie:
- Lithops aucampiae L.Bolus
- Lithops bella N.E.Br.
- Lithops bromfieldii L.Bolus

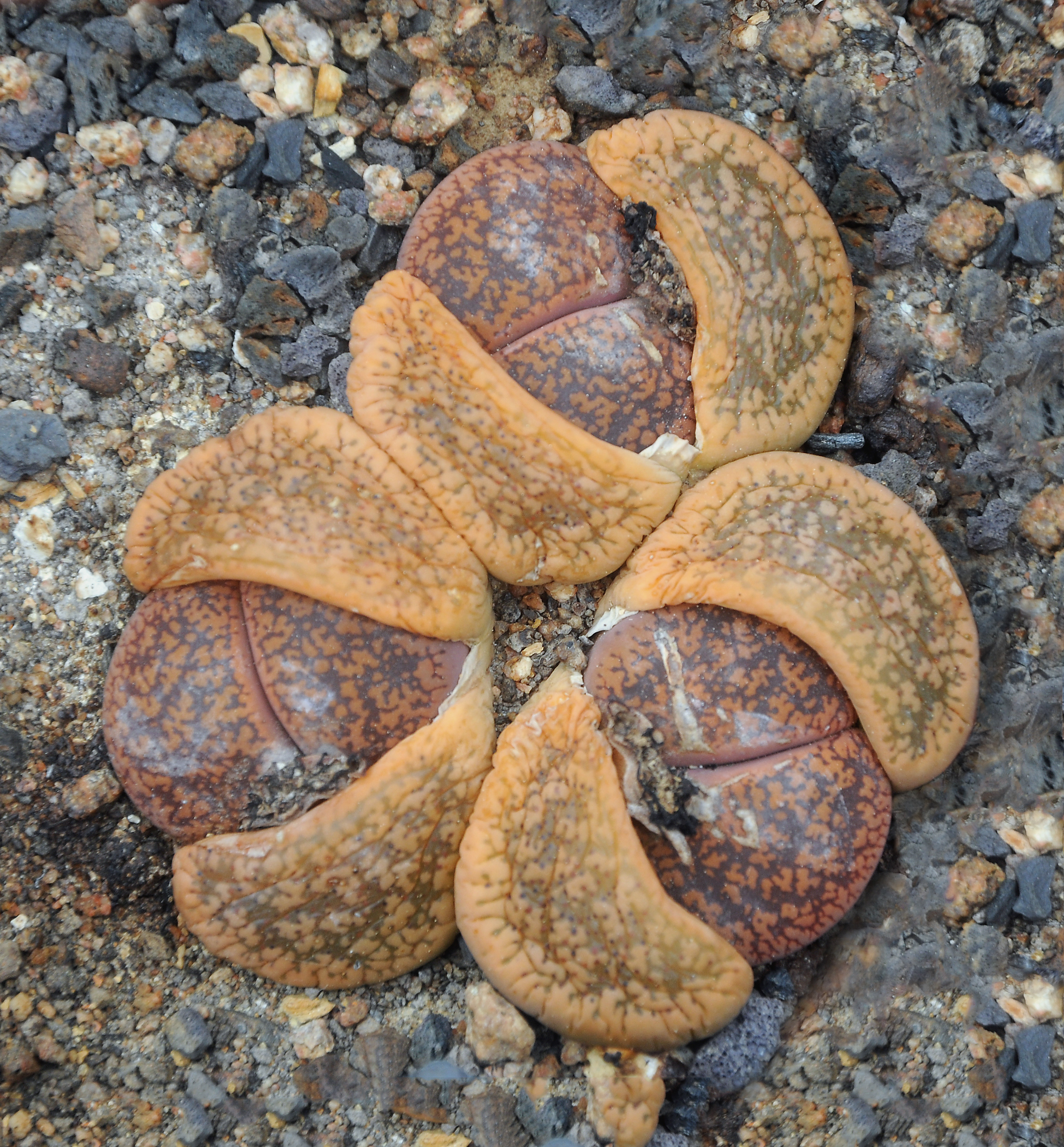
Lithops aucampiae

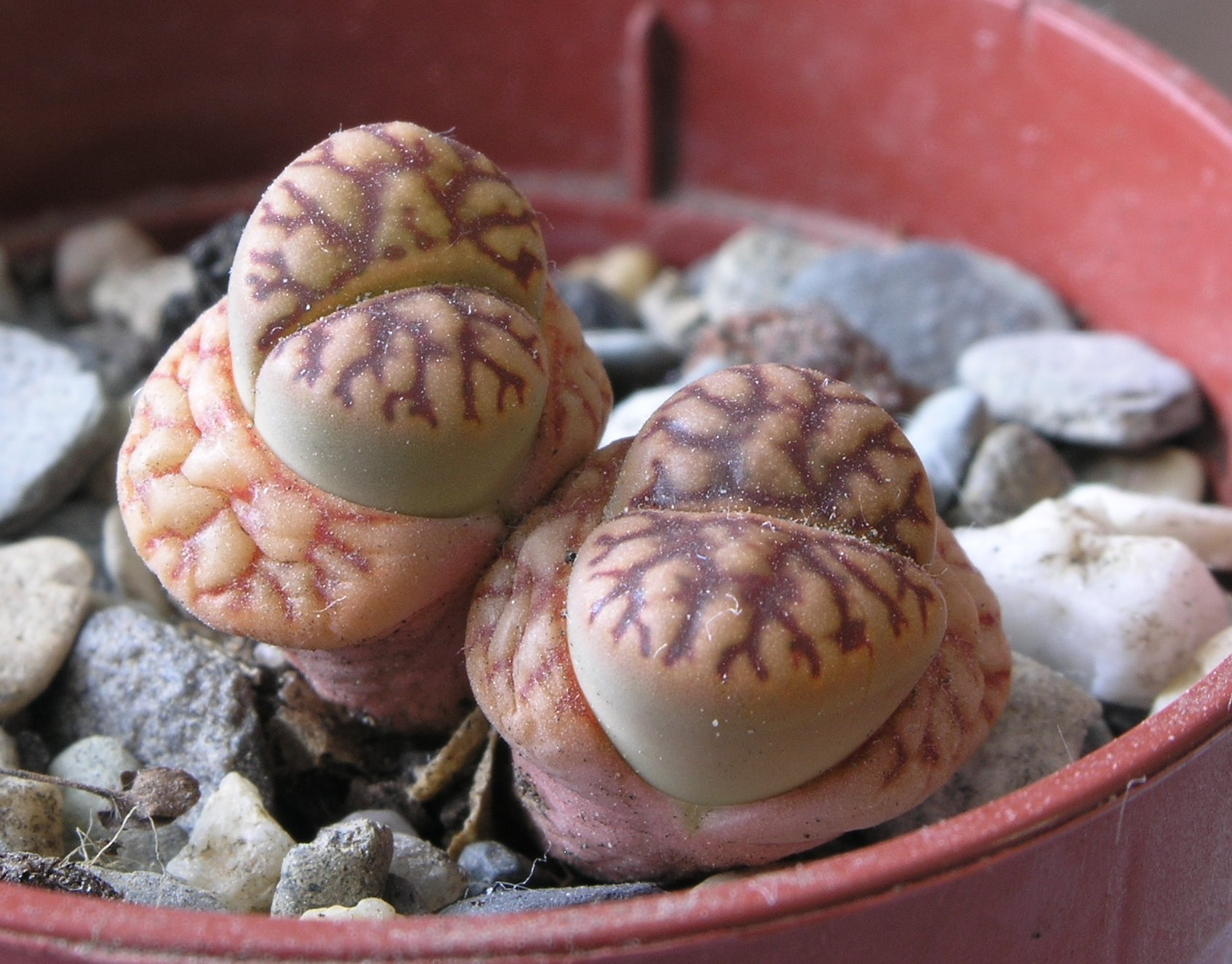
Lithops bromfieldii

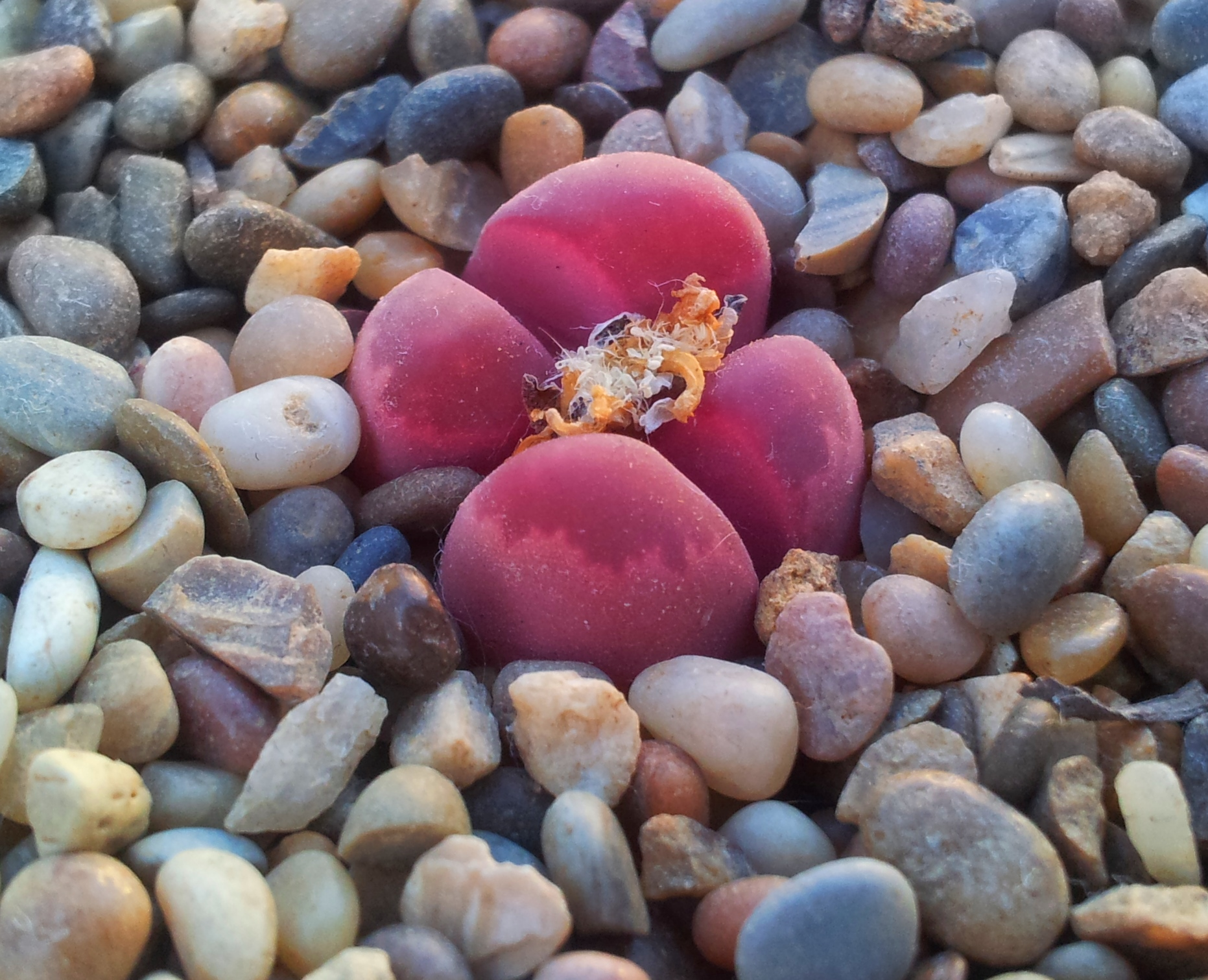
Lithops optica

- Lithops burchellii (D.T.Cole) Jainta
- Lithops coleorum S.A. Hammer & Uijs
- Lithops comptonii L.Bolus
- Lithops dendritica Nel
- Lithops dinteri Schwantes
- Lithops divergens L.Bolus
- Lithops eberlanzii (Dinter & Schwantes) N.E.Br.
- Lithops euniceae (de Boer) Jainta
- Lithops francisci N.E.Br.
- Lithops fulviceps N.E.Br.
- Lithops gesineae de Boer
- Lithops glaudinae de Boer
- Lithops gracilidelineata Dinter
- Lithops hallii de Boer
- Lithops helmutii L.Bolus
- Lithops herrei L.Bolus
- Lithops hookeri (A.Berger) Schwantes
- Lithops julii N.E. Br.
- Lithops karasmontana N.E.Br.
- Lithops lesliei (N.E.Br.) N.E.Br.
- Lithops localis Schwantes
- Lithops marmorata N.E.Br.
- Lithops meyeri L.Bolus
- Lithops naureeniae D.T.Cole
- Lithops olivacea L.Bolus
- Lithops optica (Marloth) N.E.Br.
- Lithops otzeniana Nel
- Lithops pseudotruncatella N.E.Br.
- Lithops ruschiorum N.E.Br.
- Lithops salicola L.Bolus
- Lithops schwantesii Dinter
- Lithops verruculosa Nel
- Lithops villetii L.Bolus
- Lithops viridis C.A.Lückh.
- Lithops werneri Schwantes & H.Jacobsen

## Propagazione
Per seme, nelle specie cespitose per talea. Sono stati creati anche numerosi incroci. Si hanno notizie anche di innesti con successo su piante di Delosperma e Trichodiadema.

## Coltivazione

### Esposizione
Durante il periodo primaverile/estivo vanno esposti in pieno sole, in un posto ventilato dove non ci sia ristagno di umidità.
Va fatta particolare attenzione nel primo periodo di esposizione (che deve essere graduale) e nei giorni estremamente caldi per evitare scottature.

### Innaffiature
Nel periodo invernale non bisogna somministrare acqua. Quando le vecchie foglie sono seccate completamente, e al di sotto si intravede la nuova crescita (a partire da aprile), si può iniziare ad innaffiare con moderazione. A questa regola generale fanno eccezione Lithops comptonii, L. viridis, L. divergens e L. optica che ricevono piogge per lo più invernali nell'areale in cui crescono. Tali specie cadono in un periodo di riposo estivo all'asciutto e vanno innaffiate con molta moderazione durante il periodo invernale.

### Terriccio
I Lithops gradiscono un terreno ben drenato. Una buona miscela si compone di sabbia silicea grossolana in miscela con un terzo di materiale poroso (pomice, lava di vulcano, perlite grezza o vermiculite fine), in aggiunta si può aggiungere una piccola parte del generico terriccio per rinvasi, ricordando che i Lithops prediligono un terriccio molto povero di materia organica. Anche della semplice sabbia di fiume può andare bene con eventuale aggiunta di poco terriccio (ad es. tre oppure quattro parti di sabbia e una parte di terriccio); se si esagera col terriccio le foglie possono deformarsi e spaccarsi deturpando le piante ed esponendole all'attacco di malattie fungine.